# Krisztina Faludy
Krisztina Faludy (* 29. Mai 1958 in Budapest):110 ist eine ungarisch-österreichische Fagottistin und Professorin für Fagott an der Universität für Musik und darstellende Kunst in Graz.

## Leben
Nach dem Abitur am Musikgymnasium „Béla Bartók“ studierte Faludy an der „Franz-Liszt-Musikakademie Budapest“ bei Gábor Janota und ab 1981 an die Musikhochschule München in der Fagottklasse von Karl Kolbinger. Im Jahr 1984 erhielt sie ihr erstes Engagement als Erste Solo-Fagottistin im Philharmonischen Orchester der Stadt Dortmund. Sie war die erste Frau in der Bläsergruppe. Ein Jahr später wurde sie Dozentin für Fagott an der Hochschule für Musik Detmold, Abteilung Dortmund und Münster.
Sie arbeitete mit Dirigenten wie Seiji Ozawa, Colin Davis, Michael Tilson Thomas, Dirk Joeres und Heinz Wallberg zusammen und trat mit dem Kammerorchester „Westdeutsche Sinfonia“ auf.
Weiterhin gab sie Meisterkurse und Workshops an verschiedenen Universitäten und im Rahmen von Konferenzen.
Seit 1997 ist sie ordentliche Professorin für Fagott an der Universität für Musik und darstellende Kunst in Graz. Sie ist damit die erste Frau die eine solche Position in Europa innehat. Seit 2024 ist sie Professor Emeritus an der Kunstuniversität Graz.

## Werk
- Zahlreiche Rundfunkaufnahmen mit dem Bayerischen Rundfunk und Deutschlandfunk
- Mehrere CD-Einspielungen als Solist, Kammer oder  Orchestermusiker

## Auszeichnungen
- 1985: Preisträgerin des Fagottwettbewerbes „Viotti“ in Vercelli, Italien